# August Sundell

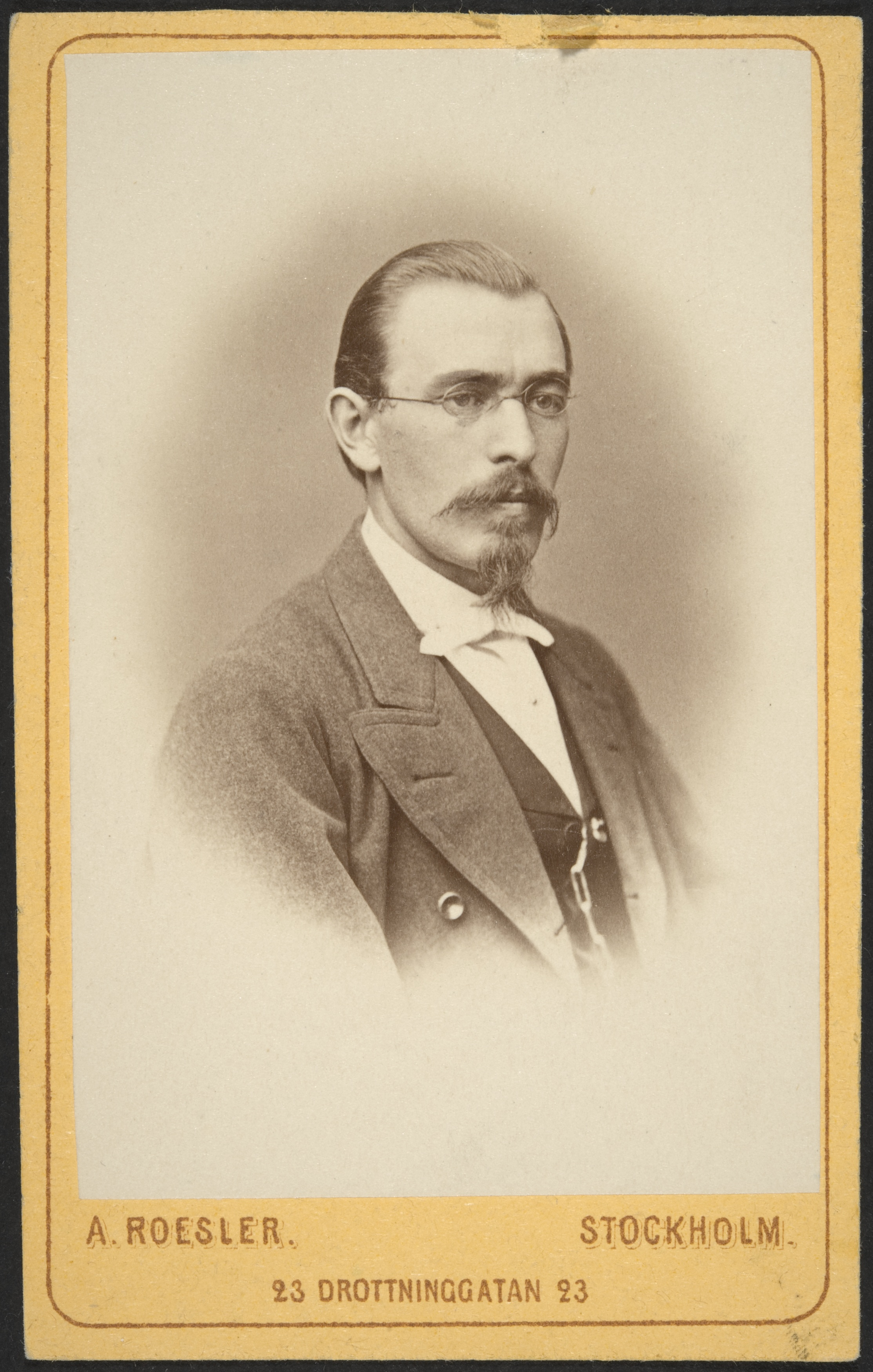
August Sundell

August Fredrik Sundell, född 11 september 1843 i Helsingfors, död där 26 september 1924, var en finländsk fysiker.
Sundell blev student 1862 och filosofie kandidat 1866, utnämndes 1870 till docent i fysik vid Helsingfors universitet, blev filosofie licentiat 1874 och befordrades 1878 till e.o. professor i nyssnämnda ämne. Han förestod under längre tider än professuren i matematik, än den i fysik samt 1876–82 professuren i astronomi. År 1904 tog han avsked. Åren 1888–1916 var han Finlands justeringsinspektör och verkade med kraft för metersystemets konsolidering i hemlandet. 
Sundells vetenskapliga verksamhet rörde sig företrädesvis på elektricitetslärans område, där särskilt termoelektriciteten intresserade honom. Han sysselsatte sig även med meteorologiska undersökningar. Han konstruerade en luftpump och olika slags barometrar. Under åren 1876–1921 tillhörde han direktionen för försäkringsbolaget Kaleva, där han var vice ordförande 1911–14 och ordförande 1914–21.  
A F Sundell var gift med Aina Wilhelmina Alenius. Hans son Isak Gustaf Sundell var direktör för Myntverket i Finland. 

## Utmärkelser
- Sankt Stanislausorden, tredje klass,  1893[1]
- Sankt Annas orden, tredje klass,  1904[1]

[Redigera Wikidata]